# Medvědí bratři

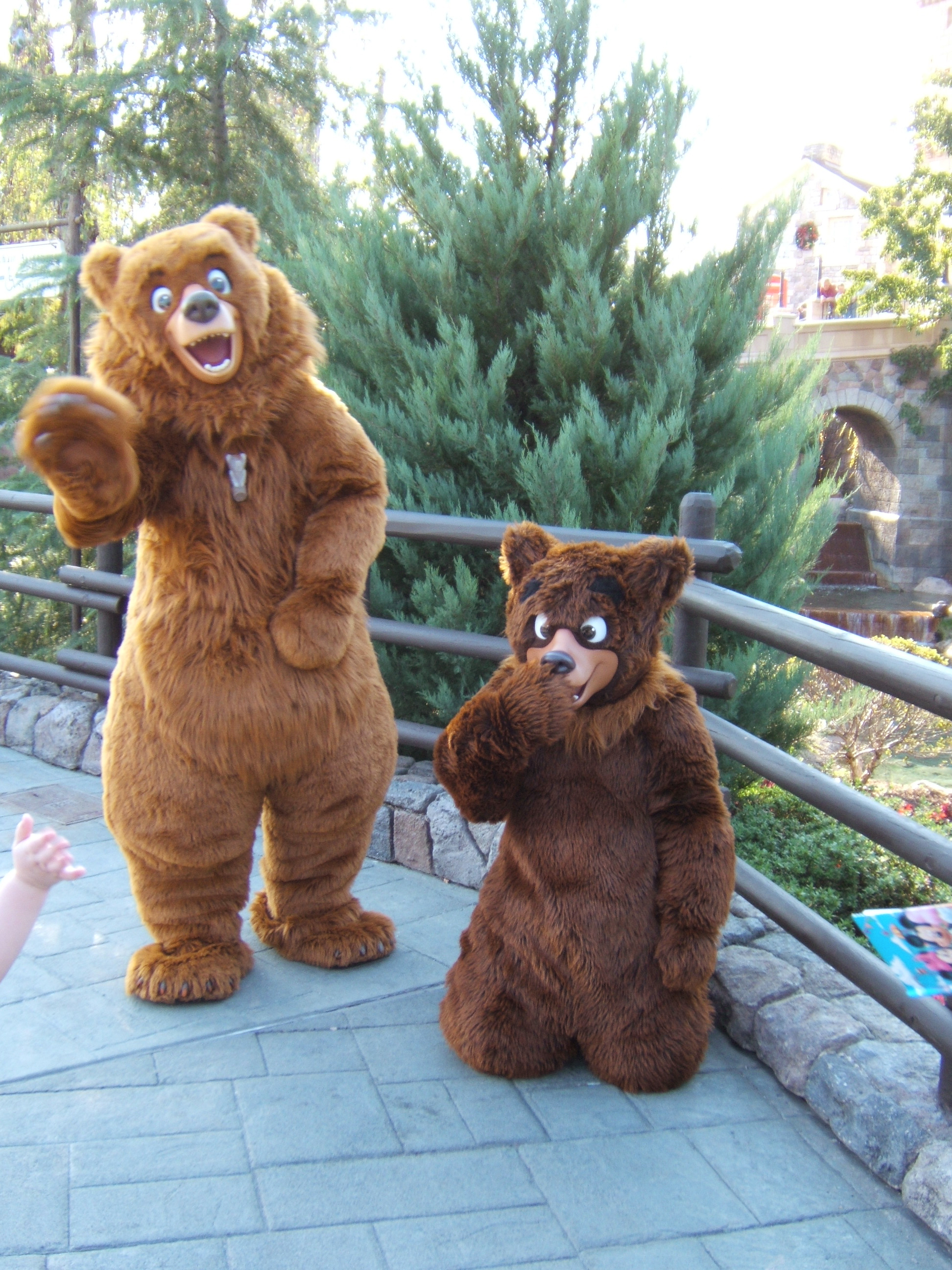
Maskoti zastupující Kenai a Koda v Epcot

Medvědí bratři (v anglickém originále Brother Bear) je americký animovaný film z roku 2003 z dílny Walta Disneye. Filmu se režisérsky ujali Aaron Blaise a Robert Walker. Jde o 43. film z tzv. animované klasiky Walta Disneye.
Hlasy postaviček v originále namluvili herci jako Joaquin Phoenix, Jeremy Suarez, Rick Moranis, Dave Thomas, Jason Raize, D.B. Sweeney, Joan Copeland a Michael Clarke Duncan. Příjemný prožitek filmu dodává i soundtrack od Phila Collinse, který tvoří skladby jako například On My Way nebo No Way Out
Na film pak navazuje film Medvědí bratři 2.

## Děj
Tři bratři Kenai, Sitka a Denahi bydlí v osadě domorodců v lese. Podle starých kmenových tradic, každý z nich obdržel své totemové zvíře. Kenai dostal totem medvěda, se kterým nebyl velmi spokojen, protože jeho nejstarší bratr Sitka měl orla, který vyjadřoval vůdcovství. Když šli jednoho dne lovit ryby, objevil se tu obrovský medvěd, který zabil jejich bratra Sitku. Kenai se poté rozhodl medvědovi pomstít. Když ho Kenai zabil, proměnil se v medvěda on sám. Kenai pojednou začne rozumět řeči všech ostatních zvířat a začne vidět okolní svět ze zcela jiné stránky než tomu bylo doposud. Kenai se poté musí dostat na horu, kde se světla dotýkají země, aby zrušil tuto kletbu. Cestou se skamarádí s malým medvídětem Kodou, kterého bude začne považovat za svého bratra, kromě toho zjistí, že Kodova maminka byla tím medvědem, kterého on sám při své pomstě zabil. Jeho druhý bratr Denahi je však oba vytrvale pronásleduje a chce se jim pomstít. Nakonec se vše vysvětlí a v dobré obrátí, duchové předků se jim všem zjeví a vzájemná nenávist mezi lidmi a zvířaty zmizí, dojde k usmíření a míru. Poté se Kenai rozhodne zůstat navždy medvědem.